# Азу (татарська страва)
Азу́ — традиційна татарська страва, яка складається з обсмажених шматочків м'яса (яловичини, баранини або молодої конини), тушкованих з помідорами (або томатним соусом), цибулею, картоплею, солоним огірком в гострому соусі. Азу з баранини можна тушкувати з морквою, яку нарізають кружечками.